# Левитас, Эндрю
Эндрю Левитас (англ. Andrew Levitas) — американский режиссёр, продюсер, актёр и сценарист. Начав карьеру актёра в конце 1990-х годов, впоследствии Левитас встал по ту сторону камеры, режиссируя и продюсируя драматические фильмы.

## Карьера в кино
В 2017 Левитас выступил продюсером британского фильма «Нуреев. Белый ворон» о жизни советского артиста балета Рудольфа Нуреева. В 2019 был продюсером режиссёрского дебюта Кристофа Вальца «Худший брак в Джорджтауне».
В 2014 году Эндрю Левитас дебютировал как режиссёр, сняв драматический фильм «Колыбельная» с Гарретом Хедлундом в роли умирающего от рака курильщика Джонатана; сюжет фильма затрагивал проблематику права на смерть.
В октябре 2018 года стало известно, что Эндрю Левитас собирается снять свой второй полнометражный фильм в качестве режиссёра с Джонни Деппом в главной роли фотожурналиста Юджина Смита. Поскольку Депп на тот момент находился в центре скандала, связанного с его бывшей женой Эмбер Хёрд, фильм долго не выходил на широкие экраны по решению компании MGM; режиссёр даже писал открытое письмо в компанию с целью ускорить выход фильма. В конце концов права на фильм под названием «Минамата» были выкуплены другой компанией, релиз в кинотеатрах состоялся в США 11 февраля 2021 года. Премьерный показ же состоялся годом ранее на Берлинском международном кинофестивале 21 февраля 2020 года.

## Личная жизнь
В октябре 2013 года Левитас начал встречаться с валлийской певицей Кэтрин Дженкинс. В апреле 2014 года пара объявила о своей помолвке. Свадьба состоялась 27 сентября 2014 года в Хэмптон-корте. В сентябре 2015 года Дженкинс родила дочь Аалию Рейн, а в апреле 2018 года — сына Зандера Роберта Селуина.

## Фильмография
| Год  | Название на русском       | Название в оригинале  | Режиссёр  | Сценарист | Продюсер  | Актёр     | Роль                               |
| ---- | ------------------------- | --------------------- | --------- | --------- | --------- | --------- | ---------------------------------- |
| 1997 | Вход и выход              | In & Out              |           |           |           | зелёная ✓ | Парень в раздевалке                |
| 1999 | Нас пятеро                | Party of Five         |           |           |           | зелёная ✓ | Кэмерон Уэлкотт (в шести эпизодах) |
| 2004 | Одержимый                 | Hellbent              |           |           |           | зелёная ✓ | Чез                                |
| 2005 | Салон красоты             | Beauty Shop           |           |           |           | зелёная ✓ | Стейси                             |
| 2009 | Посылка                   | The Box               |           |           |           | зелёная ✓ | Агент Карсон                       |
| 2010 | Святые роллеры            | Holy Rollers          |           |           |           | зелёная ✓ | Житель Грейт-Нек                   |
| 2011 | Домашняя работа           | The Art of Getting By |           |           | зелёная ✓ | зелёная ✓ | Хавьер                             |
| 2012 | Любой ценой               | At Any Price          |           |           | зелёная ✓ |           |                                    |
| 2014 | Колыбельная               | Lullaby               | зелёная ✓ | зелёная ✓ | зелёная ✓ |           |                                    |
| 2018 | Нуреев. Белый ворон       | The White Crow        |           |           | зелёная ✓ |           |                                    |
| 2019 | Моя Зои                   | My Zoe                |           |           | зелёная ✓ |           |                                    |
| 2019 | Худший брак в Джорджтауне | Georgetown            |           |           | зелёная ✓ |           |                                    |
| 2020 | Минамата                  | Minamata              | зелёная ✓ | зелёная ✓ | зелёная ✓ |           |                                    |